# سعدیه بسندتیا
سعدیه بسندتیا (به عربی: السعدیة بسندتیا) یک روستا در سوریه است که در ناحیه درکوش واقع شده‌است. سعدیه بسندتیا ۶۲۱ نفر جمعیت دارد.